# Journal on European History of Law
Das Journal on European History of Law (Zeitschrift für europäische Rechtsgeschichte) ist eine rechtshistorische auf Englisch und Deutsch geschriebene Zeitschrift, die zweimal im Jahr erscheint. Sie ist an die Rechtshistoriker und Romanisten aus allen europäischen Ländern gerichtet. Außer den wissenschaftlichen Studien und Analysen enthält die Zeitschrift zugleich auch Buchbesprechungen mit rechtshistorischer Thematik und auch rechtshistorische Aktualitäten.
Die Zeitschrift erscheint seit 2010 im Londoner Verlag STS Science Centre Ltd. Für die Herausgabe wird sie von der rechtshistorischen Gesellschaft The European Society for History of Law vorbereitet. Alle Beiträge werden vom wissenschaftlichen Beirat begutachtet. Die Zeitschrift JEHL ist in Scopus und in ERIH PLUS registriert.